# Nghiện video game
Nghiện trò chơi điện tử, ngắn gọn hơn là nghiện game được định nghĩa là tình trạng không thể kiểm soát ham muốn chơi game, chơi liên tục và ưu tiên việc chơi game là hàng đầu trong cuộc sống của người chơi đến mức lệ thuộc vào game. Người nghiện game ngày càng cô lập bản thân với gia đình, bạn bè và xã hội.

Người nghiện chỉ nghĩ đến trò chơi, cách để luyện tập, thuần thục trò chơi nhằm đạt các phần thưởng ảo hoặc cấp bậc cao hơn mà không để ý đến những mối quan hệ và giao tiếp xã hội. Hiện nay chưa có một chuẩn đoán chính thức về nghiện trò chơi điện tử. Nghiện game không chỉ khiến kỹ năng giao tiếp xã hội kém mà còn ảnh hưởng xấu đến cuộc sống, sức khoẻ, kết quả học tập kém. Có những trường hợp tệ hơn như chơi quá lâu dẫn đến đột quỵ. Đã có những trường hợp dẫn đến cái chết thương tâm cho gia đình có người mắc phải chứng nghiện game. Nhưng cũng có những trường hợp chơi trò chơi điện tử rất nhiều nhưng kết quả học tập vẫn ổn định.

## Biểu hiện
Người nghiện trò chơi điện tử không thể cưỡng lại việc chơi game, mỗi ngày dành một khoảng thời gian dài để chơi, một số người thậm chí không để ý tới vệ sinh cá nhân, ngủ, tự đánh lừa bản thân về số giờ đã sử dụng dẫn đến kết quả học tập, năng suất lao động giảm; giảm dần các hoạt động thể thao đến lúc ngưng hoàn toàn vì không còn hứng thú; khả năng tập trung giảm sút. Có thể dẫn đến tình trạng học sinh bỏ học hoặc gây đổ vỡ trong gia đình (nếu còn ở độ tuổi học phổ thông), ảnh hưởng đến nhân cách và khả năng giao tiếp xã hội ở người trưởng thành.
Khi chơi, não người chơi sẽ sản xuất chất dopamine có tác dụng tạo ra khoái cảm, gây hưng phấn. Khi bị cấm không được chơi trò chơi điện tử thì người nghiện có những biểu hiện giống như nghiện ma túy như bực tức, gắt gỏng hoặc trở nên hung dữ.
Các trò chơi điện tử thường được thiết kế để có chất lượng hình ảnh cao làm người chơi cảm thấy hấp dẫn, nhưng độ khó chỉ vừa đủ để tạo cảm giác chinh phục. Các trò chơi tạo cảm giác sung sướng khi đạt điểm cao hoặc khi chiến thắng trò chơi. Nó khiến người chơi tập trung thời gian để thoả mãn tính tò mò tự nhiên của họ trong khi khám phá các bí ẩn trong trò chơi, thỏa mãn óc phiêu lưu trong vai nhân vật chính, và dành thời gian cho các mối quan hệ trên mạng ở các trò chơi online.
Quá trình tạo nghiện thường xảy ra trong một thời gian dài. Bắt đầu ở tuổi nhỏ, các bậc cha mẹ thường tặng các trò chơi điện tử làm quà cho con em mình, các trò chơi ở tuổi này nhìn bề ngoài như vô hại nhưng khi các em đến tuổi lớn hơn, xu hướng thích tìm tòi, khám phá đã hình thành, khiến cho con trẻ gia tăng ham muốn được chơi thêm nhiều thể loại game khác và tiếp tục được củng cố cho đến vài năm nữa.

## Giải pháp
Mọi người nên hạn chế tiếp cận với trò chơi điện tử khi tuổi còn quá nhỏ, khuyến khích các em chơi các trò chơi kích thích trí thông minh, hoạt động thể dục, thể thao và các hoạt động ngoài trời.
Các trò chơi điện tử đều có đưa ra lời khuyên cho người chơi "không nên chơi game quá 180 phút mỗi ngày" và người chơi game hãy tuân thủ tốt điều này để không ảnh hưởng đến sức khoẻ, sinh hoạt đời sống.
Nên chơi trò chơi điện tử một cách điều độ, không làm ảnh hưởng đến bản thân và gia đình.
Tuy nhiên, không nên cấm chơi hoàn toàn, vì nếu làm như thế càng làm cho con em mình muốn tiếp cận game hơn. Nên hạn chế, kiểm soát, không nên cấm hoàn toàn việc chơi game, mà hãy nên cho con em chơi trò chơi rèn về trí nhớ (như Brain Out, Brain Test, v.v.), hạn chế cho con em chơi những trò chơi có hướng bạo lực, phản cảm.